# Скочков Ігор Іванович
І́гор Іва́нович Скочко́в (нар. 17 травня 1977, с. Благівка, Свердловський район, Луганська область, Українська РСР — 14 червня 2014, м. Луганськ, Україна) — український військовий льотчик, пілот 3-го класу, гвардії капітан Повітряних Сил Збройних Сил України, учасник російсько-української війни. Батько Олександра Скочкова.

## Життєпис
Ігор Скочков народився на Луганщині, в селі Благівка (на той час Свердловського району, нині — Ровеньківська міська рада). 1994 року закінчив загальноосвітню школу.
1998 року закінчив Харківський інститут військово-повітряних сил.
По закінченні інституту, з грудня 1998 року служив в авіаційній частині А3840 у м. Мелітополь на посаді штурмана корабля, штурмана загону авіаційного загону авіаційної ескадрильї 25-ї авіабригади. У жовтні 2009 року звільнився в запас, у жовтні 2011 повернувся в бригаду на посаду штурмана авіаційного загону авіаційної ескадрильї.
З 14 грудня 2012 — штурман авіаційної ескадрильї 25-ї бригади транспортної авіації Повітряних Сил ЗС України, в/ч А3840, м. Мелітополь. Пілот 3-го класу.
З початком російської збройної агресії проти України з березня 2014 року літав у Луганський та Донецький аеропорти, штурман літака Іл-76МД.

## Обставини загибелі
14 червня 2014 екіпаж військово-транспортного літака Іл-76МД (бортовий номер 76777) Повітряних Сил ЗС України, під керівництвом командира літака підполковника Олександра Бєлого, виконував бойовий політ в Луганський аеропорт. На борту літака перебували 9 членів екіпажу та 40 військовослужбовців дніпропетровської 25-ї окремої повітряно-десантної бригади, які летіли на ротацію. На борту також були військова техніка, спорядження та продовольство.
Близько 01:00, під час заходу на посадку на аеродром міста Луганськ, на висоті 700 метрів, борт 76777 підбили російські терористи з переносного зенітно-ракетного комплексу «Ігла». Внаслідок терористичного акту літак вибухнув у повітрі і врізався в землю поблизу території аеропорту. 49 військовослужбовців, — весь екіпаж літака та особовий склад десанту — загинули.
У той день до Луганського аеропорту вилетіли три літаки Іл-76МД. Перший літак (бортовий номер 76683) під командуванням полковника Дмитра Мимрикова сів о 0:40. За 10 хвилин збили другий літак (бортовий номер 76777). Третій отримав наказ повертатися.
|                              | Там все було дуже грамотно по-військовому сплановано. Там без Росії не обійшлось. Вогонь вівся з усіх сторін. Це було не на рівні ненавчених бойовиків. Обстріл літака вівся дуже грамотно. Спочатку підсвічували трасером, а потім били. Із ПЗРК неможливо було збити літак, навіть якби боєприпас потрапив у двигун, то літак все рівно не загинув би. Стріляли з «Шилки». |
| — Полковник Дмитро Мимриков. | |

Пройшло 42 доби, перш ніж льотчиків поховали: українські військові збирали рештки тіл загиблих, влада домовлялася з терористами про коридор для евакуації, в Дніпрі проводились експертизи ДНК для ідентифікації. 25 липня з дев'ятьма членами екіпажу літака Іл-76 прощались у Мелітополі, їх поховали разом в одній могилі на Новому кладовищі міста.
Залишилися батьки, брат і сестра, вдома у Мелітополі — дружина та двоє дітей: син 2000 р.н. і донька 2012 р.н.
Син, Скочков Олександр Ігорович, загинув 25 вересня 2020 року в авіакатастрофі Ан-26 поблизу міста Чугуїв.

## Нагороди
- Орден Богдана Хмельницького III ст. (20 червня 2014, посмертно) — за особисту мужність і героїзм, виявлені у захисті державного суверенітету та територіальної цілісності України, вірність військовій присязі та незламність духу[6].
- Нагрудний знак «За оборону Луганського аеропорту» (посмертно).
- Відомчі заохочувальні відзнаки Міністерства оборони України — медалі «15 років Збройним Силам України», «За сумлінну службу» I ст.[7]
- Почесний нагрудний знак начальника Генерального штабу — Головнокомандувача Збройних Сил України «За досягнення у військовій службі» I ст.

## Вшанування пам'яті
12 червня 2015 року в місті Мелітополь на території військової частини А3840 було відкрито меморіал екіпажу літака Іл-76МД (бортовий номер 76777), який загинув 14 червня 2014 року в аеропорту міста Луганськ.